# Decametonio
El Decametonio es, al igual que la succinilcolina, un miembro de los bloqueadores neuromusculares despolarizantes. Son los únicos fármacos en esta categoría, pero el decametonio ha dejado de emplearse.

## Usos
El decametonio se utilizaba ampliamente para lograr relajación muscular durante la anestesia. Al igual que con la succinilcolina, el decametonio simula el efecto de la acetilcolina, y por tanto a ambos fármacos se les puede considerar agonistas de los receptores nicotínicos a pesar del hecho de que bloqueen la neurotransmisión después de una estimulación inicial.

## Modo de acción
La acción inicial de los bloqueadores neuromusculares despolarizantes consiste en despolarizar la membrana al abrir los canales de la misma manera que lo hace la acetilcolina. Sin embargo, persisten durante mayor tiempo al nivel de la unión neuromuscular, sobre todo por su resistencia a la acetilcolinesterasa. Por tanto, la despolarización es de larga duración y da por resultado un periodo breve de excitación repetida, que puede desencadenar fasciculaciones musculares transitorias. La etapa inicial va seguida de bloqueo de la transmisión neuromuscular y parálisis flácida. Esto se debe a que la acetilcolina liberada se fija a los receptores de una placa terminal que está despolarizada de antemano. Es el cambio en el potencial de la placa terminal desencadenado por los incrementos transitorios de la acetilcolina lo que desencadena los potenciales de acción. Una placa terminal despolarizada desde ⫺80 hasta ⫺55 mV por un bloqueador despolarizante resiste más despolarización por la acetilcolina.
Se ha visto que existe antagonismo cuando se administra decametonio después de una pequeña dosis de vecuronio; es probable que esta interacción, que también se ve con la succinilcolina, sea una característica del bloqueo despolarizante. El desplazamiento no paralelo de la curva dosis-respuesta al decametonio indica que no es probable que sea un simple efecto agonista-antagonista en un solo sitio.